# Ronny Ortega
Ronny Ortega Campos (c. 1985-Caracas, 27 de febrero de 2019) fue una política y activista LGBT venezolana. En 2018 fue electa como diputada del Consejo Legislativo de Aragua, siendo la primera diputada transgénero electa para la entidad y la primera de la coalición del Gran Polo Patriótico en ocupar un cargo de elección popular.

## Carrera
Ronny fue una dirigente política del estado Aragua, en la ciudad de La Victoria, siendo delegada de la juventud del Partido Socialista Unido de Venezuela (PSUV) y militante del Frente Francisco de Miranda. A partir de 2012 también fue funcionaria de Corposalud Aragua desde 2012.Como activista LGBT, ayudó en la creación de la oficina de atención a la diversidad sexual en el Municipio Rivas y en la recolección de firmas, por parte de la ONG Venezuela Igualitaria, en apoyo al matrimonio civil igualitario en el estado, al igual que como la demanda por el derecho a la identidad autopercibida ante la Sala Constitucional del Tribunal Supremo de Justicia.
En las elecciones legislativas de Venezuela de 2018, donde se votó por los consejos legislativos estadales, Ortega fue electa por voto lista como diputada del Consejo Legislativo de Aragua como candidata por el PSUV, siendo la primera diputada transgénero del organismo, de la coalición del Gran Polo Patriótico en ocupar un cargo de elección popular, y la segunda en la historia del país, después de la diputada Tamara Adrián.

## Fallecimiento
Alrededor de las 2:30 p. m. del 19 de febrero de 2024, Ronny sufrió quemaduras en la mayoría de su cuerpo mientras intentaba encender un fogón con leña para poder cocinar en su casa en el sector Pie de Cerro de La Victoria, estado Aragua. Para la fecha, residentes del sector habían denunciando constantes irregularidades en el suministro de gas, lo que había llevado a varios hogares a usar leña para cocinar. Ortega intentó prender la leña arrojando sobre ella una garrafa de gasolina, pero al encender el combustible ocasionó una explosión que alcanzó gran parte de su cuerpo.
Fue auxiliada por vecinos y trasladada hasta el Hospital General de Lídice Doctor Jesús Yerena, en Caracas, donde fue internada por más de una semana. Ronny falleció el 28 de febrero a los 33 años, después de nueve días de hospitalización.